# Santuario di Kanda
Il santuario di Kanda (神田明神?, Kanda-myōjin, ufficialmente 神田神社?, Kanda-jinja) è un santuario shintoista situato a Chiyoda, Tokyo, Giappone. Il santuario è vecchio di 1.270 anni, ma l'attuale struttura è stata ricostruita più volte a causa di incendi e terremoti. Si trova in una delle zone più lussuose di Tokyo. Il santuario di Kanda era un importante santuario sia per la classe guerriera sia per i cittadini del Giappone, specialmente durante il periodo Edo, quando lo shōgun Tokugawa Ieyasu rese omaggio al santuario. Poiché situato in prossimità di Akihabara, il santuario è diventato una mecca per i tecnofili che frequentano il quartiere.

## Storia
Il santuario di Kanda fu costruito per la prima volta nel secondo anno dell'era Tenpyō (730 d.C.), nel villaggio di pescatori di Shibasaki, vicino al moderno quartiere di Ōtemachi. Per permettere l'espansione del castello di Edo, il santuario fu successivamente trasferito nell'ex quartiere di Kanda nel 1603, per poi trasferirsi di nuovo nel suo sito moderno su una piccola collina vicino ad Akihabara nel 1616. Il santuario è stato ricostruito e restaurato molte volte. L'attuale struttura fu distrutta nel grande terremoto del Kantō del 1923 e ricostruito nel 1934 con cemento, sopravvivendo al bombardamento di Tokyo della seconda guerra mondiale, a differenza di molte delle strutture storiche del Giappone. È stato eseguito anche un restauro con un lavoro che continua ancora oggi.
Per via della sua vicinanza alla città elettrica di Akihabara, il santuario è diventato una mecca per i tecnofili che frequentano il quartiere. Il santuario vende talismani appositi per benedire i dispositivi elettronici contro ogni tipo di danno.

## Architettura

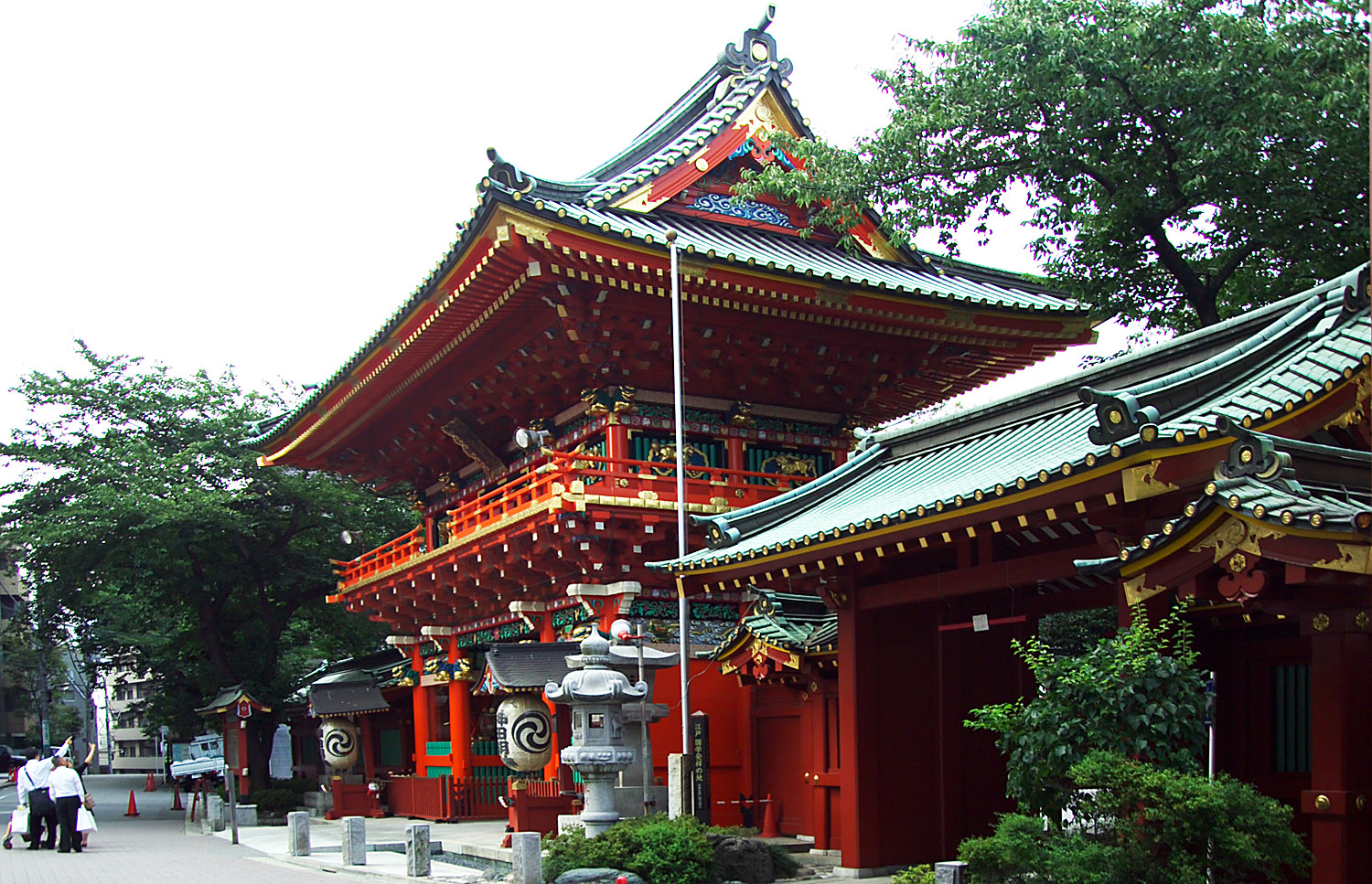
Zuishin-mon

Il cancello principale a due piani, (Zuishin-mon?, 隨神門), segna l'ingresso al santuario. Zuishin-mon è stato ricostruito nel 1995 con legno di cipresso ed è stato costruito con un tetto in stile irimoya. L'edificio del santuario è costruito nello stile shintoista gongen-zukuri. È dipinto in vermiglio e decorato con interni dorati e laccati. Molte sculture del suo kami consacrato possono essere trovate sul terreno dell'edificio.

## Kami consacrati
I tre principali kami sanciti sono Daikokuten, Ebisu e Taira no Masakado. Dato che Daikokuten ed Ebisu appartengono entrambi alle Sette divinità della fortuna, il santuario di Kanda è un luogo popolare per uomini d'affari e imprenditori che pregano per ricchezza e prosperità.
Tuttavia, Taira no Masakado era un samurai che si ribellò contro il governo Heian, e fu poi elevato allo status di kami per riverenza. È una figura importante nella storia del santuario. Dopo la sua morte nel 940, la sua testa fu separata dal suo corpo e consegnata all'area di Shibaraki, vicino alla posizione del santuario di oggi. La gente del posto che ha rispettato la sua sfida lo ha incatenato al santuario di Kanda e si dice che il suo spirito vegli sulle aree circostanti. Si diceva che quando il suo santuario cadde in rovina, lo spirito arrabbiato di Masakado abbia provocato disastri naturali e pestilenze sulle terre vicine. Si dice anche che lo shōgun Tokugawa Ieyasu si sentisse a disagio nel far costruire il suo castello vicino a uno spirito così potente, e così decise di spostare il santuario di Kanda nella sua posizione attuale.
Durante il periodo Meiji, l'Imperatore si trovò di fronte alla pressione dell'opinione pubblica di includere il santuario di Kanda nel Dieci santuari di Tokyo (東京十社?, Tokyo Jissha), ma esitava a farlo a causa dell'associazione del santuario con Taira no Masakado, che era vista come una figura antigovernativa. Ciò fu temporaneamente risolto rimuovendo Taira no Masakado come un kami consacrato. Tuttavia, lo spirito di Masakado si dimostrò così popolare tra i popolani, che fu simbolicamente restituito al santuario dopo la seconda guerra mondiale.

## Feste
Il festival di Kanda (Kanda Matsuri) è uno dei tre maggiori festival shintoisti di Tokyo, avviato nel 1600 dal Tokugawa Ieyasu per celebrare la sua decisiva vittoria nella battaglia di Sekigahara. A quel tempo, il festival era abbastanza importante per essere nominato un festival di Stato, e i suoi mikoshi altamente decorati venivano fatti sfilare lungo le strade principali e nel castello di Edo, in modo che persino lo shōgun potesse osservare le celebrazioni. Oggi, si svolge in onore del kami consacrato e celebrato intorno al 15 maggio di ogni anno dispari.
Il festival Daikoku si tiene a gennaio.

## Riferimenti culturali
Nell'animazione intitolata Love Live! School Idol Project il personaggio di Nozomi Tojo funge da fanciulla del santuario di Kandamyoujin. Annunciato su Twitter all'inizio del 2015, gli amministratori del santuario Kandamyoujin hanno a loro volta adottato il personaggio Nozomi Tojo come mascotte ufficiale.

## Galleria d'immagini

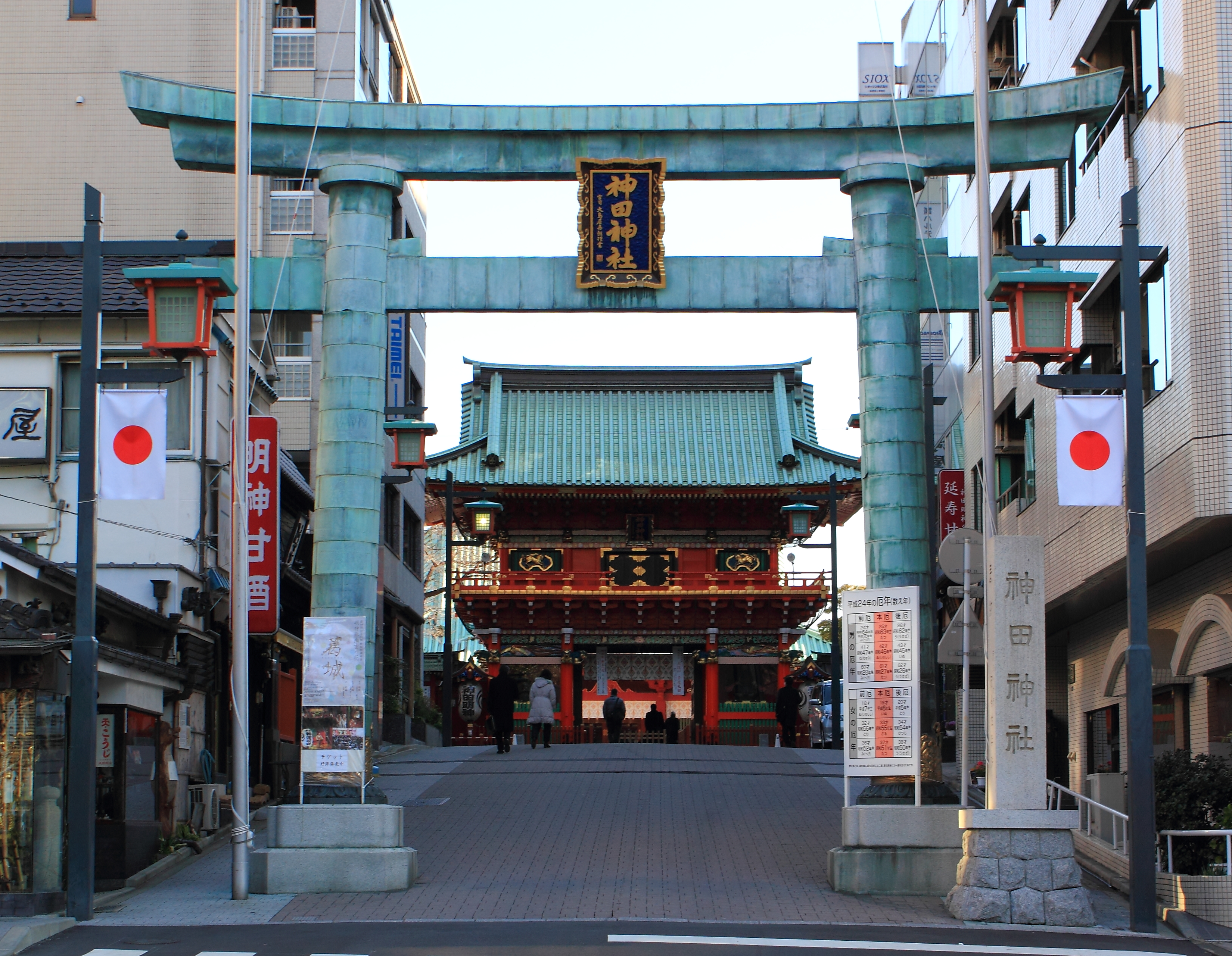
Torii
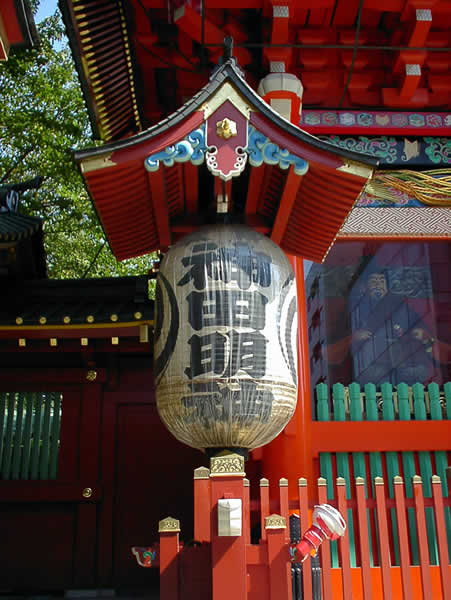
Lanterna di carta
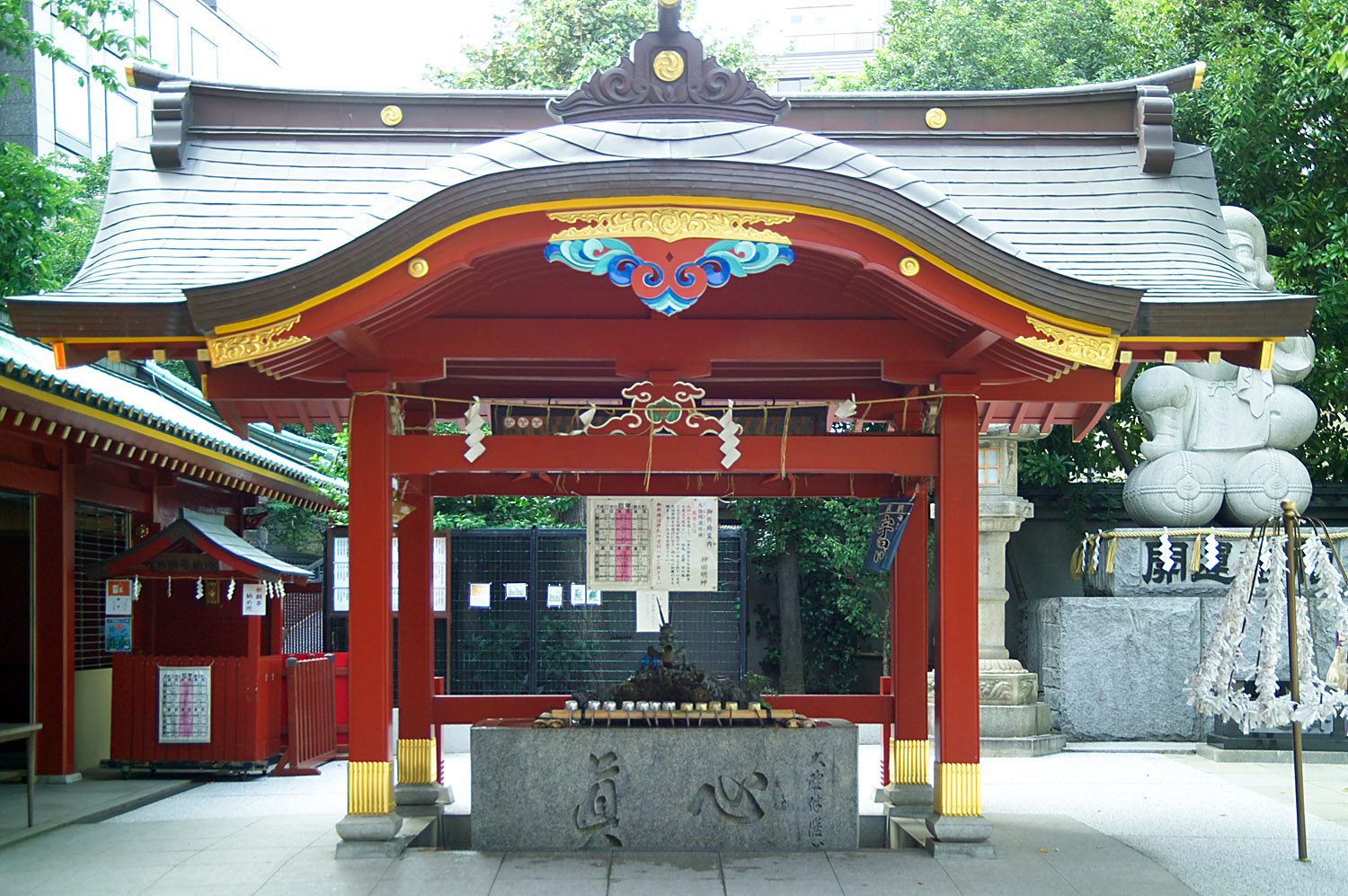
Padiglione Chōzuya
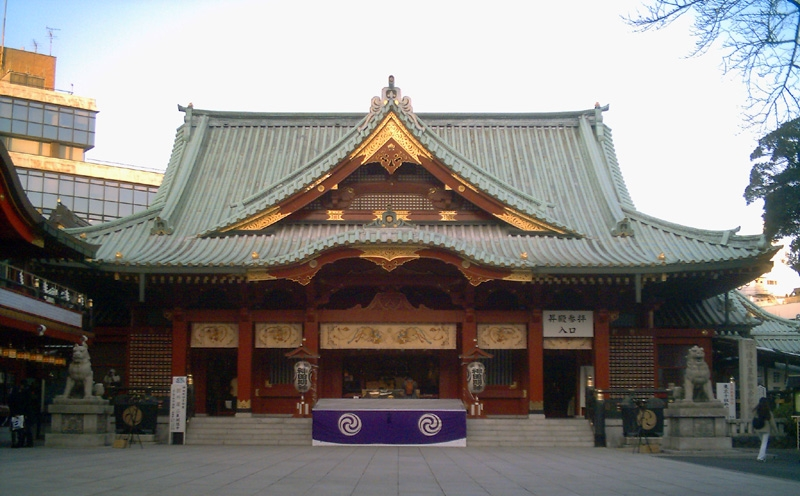
Honden
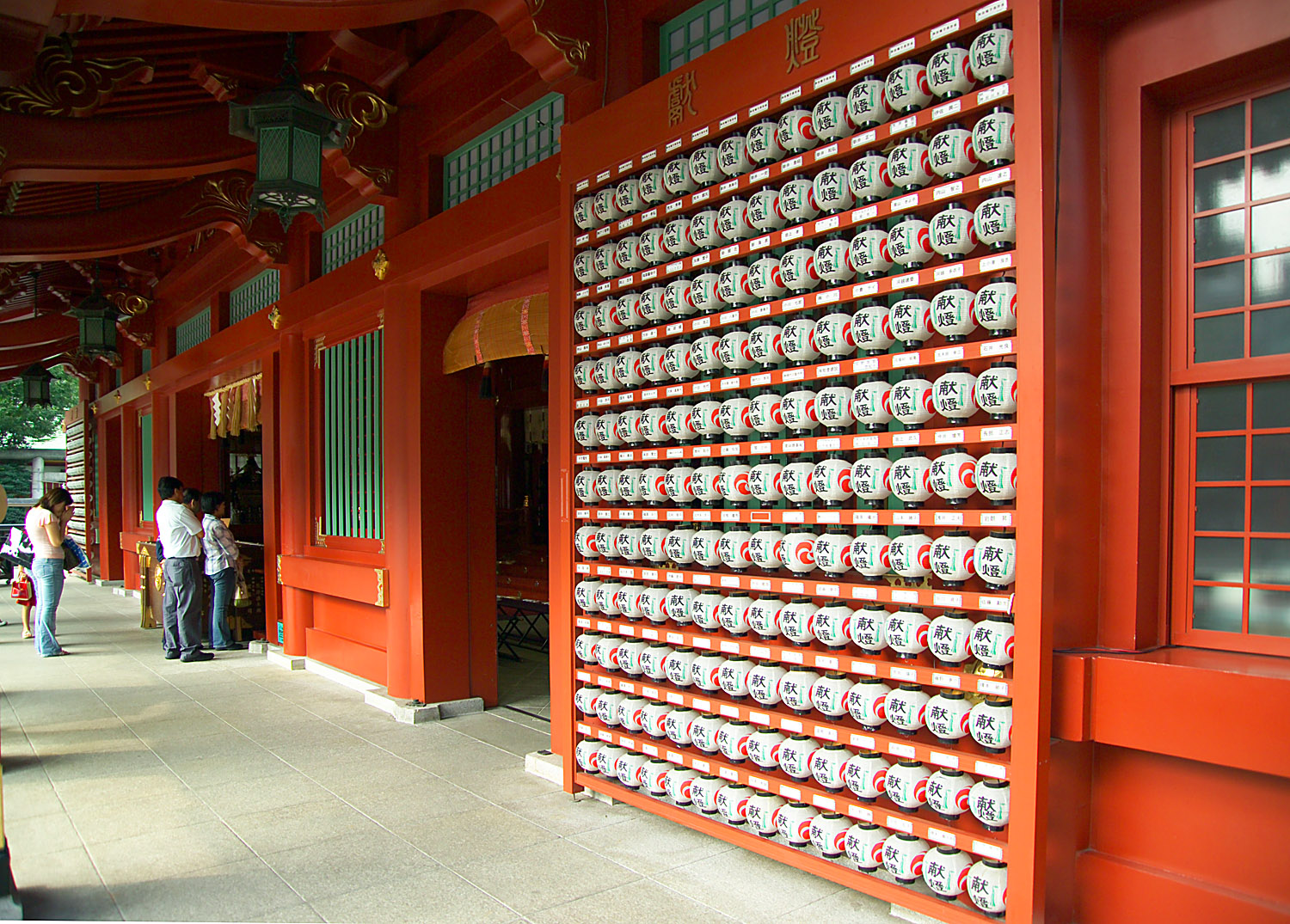
Lanterne
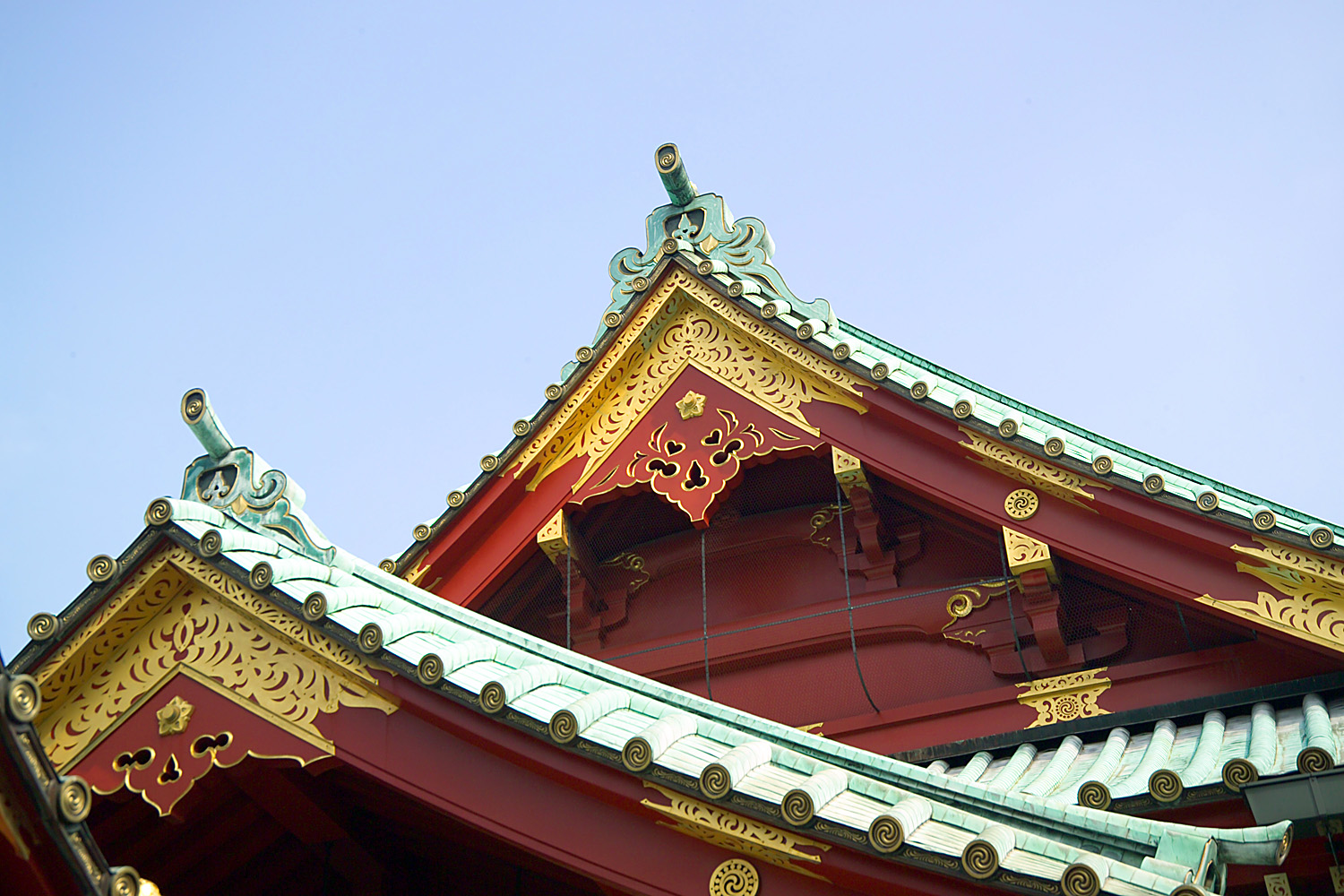
Il tetto
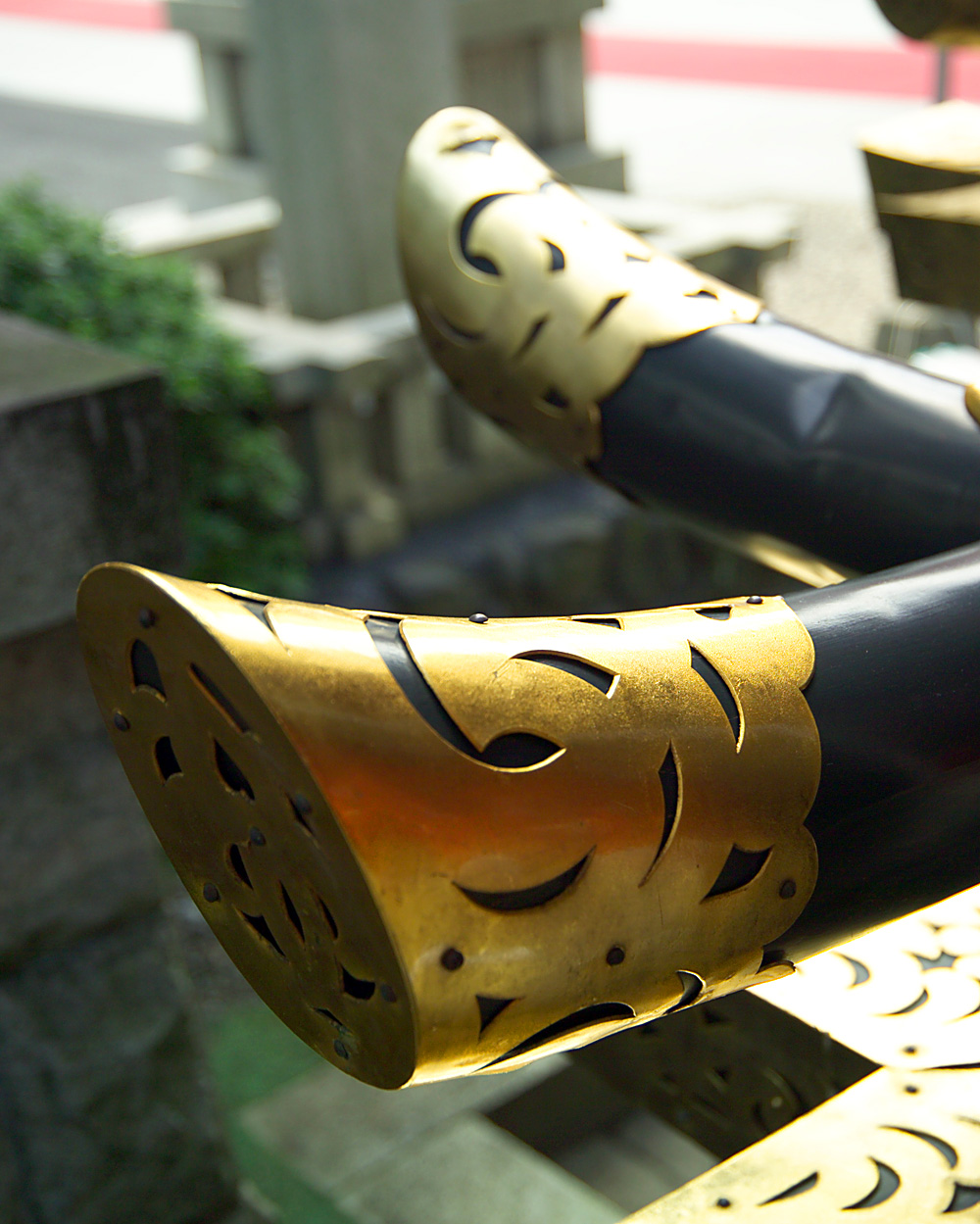
Ornamento delle grondaie
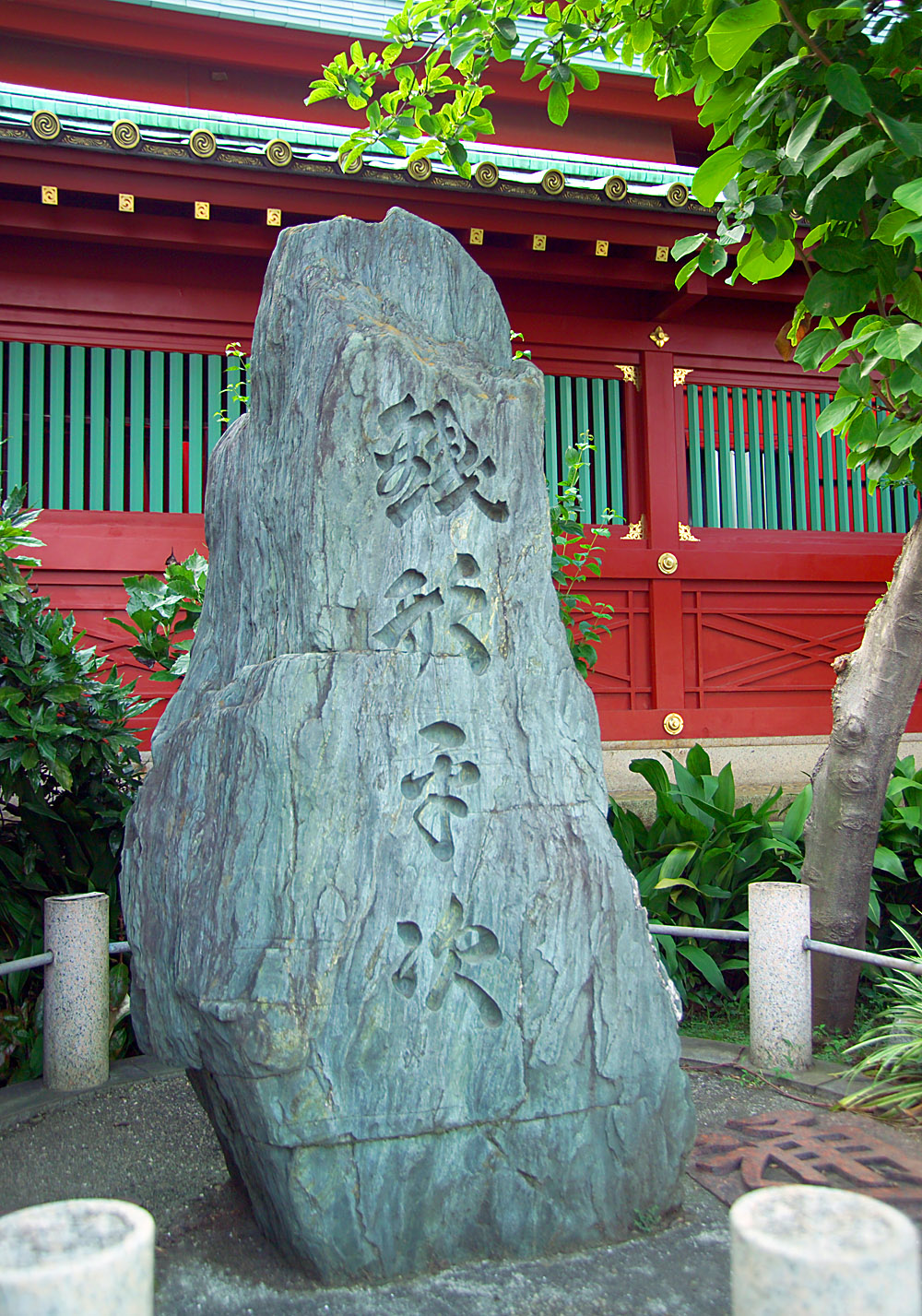
Monumento a Zenigata Heiji
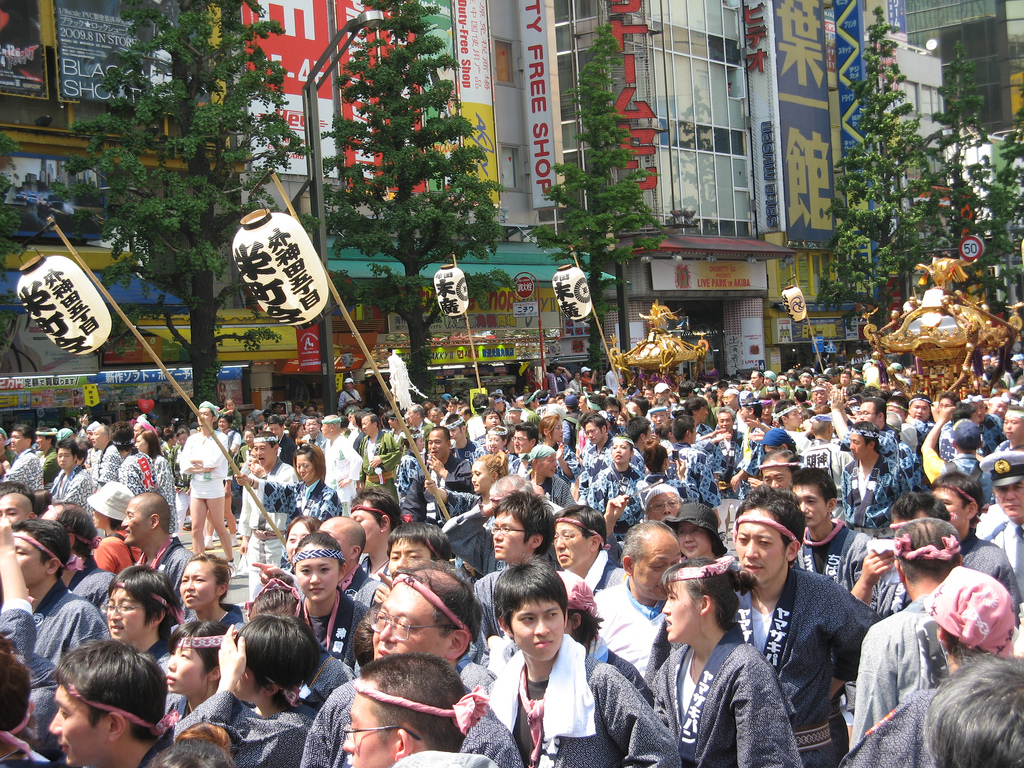
Kanda Matsuri
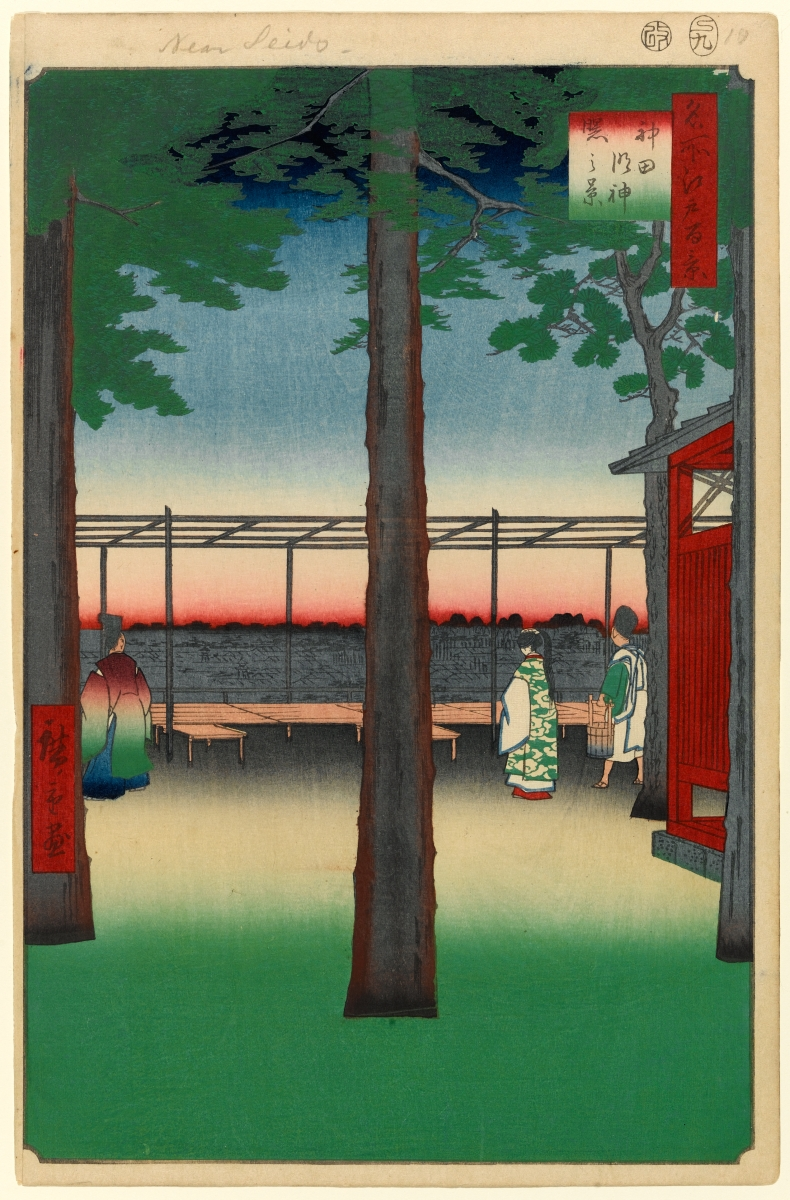
Hiroshige